# Уэбер, Стивен
Стивен Уэбер (англ. Steven Weber; род. 4 марта 1961, Briarwood, Нью-Йорк или Нью-Йорк, Нью-Йорк) — американский актёр, телевизионный сценарист и продюсер.

## Жизнь и карьера
Стивен Уэбер родился в Брэйрвуде, Квинс, Нью-Йорк и в 1979 году окончил Перчейз-колледж Университета штата Нью-Йорк, после чего начал свою карьеру с ролей на театральной сцене. В 1985—1986 годах он снимался в дневной мыльной опере «Как вращается мир», а в 1987 году появился в кинофильме «Высота «Гамбургер»».
Уэбер добился наибольшей известности благодаря роли в длительном ситкоме NBC «Крылья», где снимался с 1990 по 1997 год. Благодаря успеху шоу, Уэбер сыграл главные роли в нескольких телефильмах, а в 1992 году снялся с Дженнифер Джейсон Ли в триллере «Одинокая белая женщина». После он появился в фильме «Временная секретарша», и наконец, сыграл главную роль в комедии «Джеффри» (1995).
Уэбер сыграл главные роли в двух недолго просуществовавших сериалах, «Шоу Уэбера» (2000—2001) и «Окружной прокурор» (2004), а также был частью актёрского ансамбля провальных сериалов «Студия 60 на Сансет-Стрип» (2006—2007) и «Счастливый город» (2010). В двухтысячных, большей известности ему принесли второстепенные роли в сериалах «Опять и снова», «Братья и сёстры» и «Закон и порядок: Специальный корпус». Помимо этого Уэбер снялся в нескольких телефильмах, и в последние годы появился в сериалах «Красотки в Кливленде», «Две девицы на мели» и «Даллас». Также он исполняет одну из основных ролей в сериале «Убийство первой степени», который стартует летом 2014 года.
Уэбер был женат на актрисе Финн Картер с 1985 по 1992 год. С 1995 по 2013 год он был женат на Джульетт Хоунен, у них двое детей.

## Частичная фильмография
- Парень из «Фламинго» (1984)
- Как вращается мир (дневная мыльная опера, 1985—1986)
- Высота «Гамбургер» (1987)
- Кеннеди из Массачусета (мини-сериал, 1990)
- Одинокая белая женщина (1992)
- В компании тьмы (телефильм, 1993)
- Временная секретарша (1993)
- Джеффри (1995)
- Покидая Лас-Вегас (1995)
- Дракула: Мертвый и довольный (1995)
- О пользе подглядывания (1995)
- Сияние (мини-сериал, 1997)
- Крылья (172 эпизода, 1990—1997)
- Гроздья раздора (1998)
- Я проснулся рано в день моей смерти (1998)
- С первого взгляда (1999)
- Любовные письма (телефильм, 1999)
- Вчера поздно вечером (телефильм, 1999)
- Запретная любовь (телефильм, 2000)
- Тайм-код (2000)
- Шоу Уэбера (17 эпизодов, 2000—2001)
- Опять и снова (10 эпизодов, 2000—2002)
- Окружной прокурор (4 эпизода, 2004)
- Двенадцать дней Рождества (телефильм, 2004)
- Магнаты (2005)
- Жизнь как секс (2005)
- Наизнанку (2005)
- Безнадёга (телефильм, 2006)
- Ночные кошмары и фантастические видения (мини-сериал, 2006)
- Студия 60 на Сансет-Стрип (22 эпизода, 2006—2007)
- Закон и порядок: Специальный корпус (3 эпизода, 2007)
- Сельский дом (2008)
- Братья и сёстры (8 эпизодов, 2007—2008)
- Мой единственный (2009)
- Счастливый город (8 эпизодов, 2010)
- Большой год (2011)
- Красотки в Кливленде (2 эпизода, 2012)
- Уилфред (3 эпизода, 2012)
- Даллас (5 эпизодов, 2013-2014)
- Две девицы на мели (4 эпизода, 2012—2013, 2015)
- Погоня за жизнью (2014 —)
- Убийство первой степени (2014 —)
- Как избежать наказания за убийство (2 серия 1 сезона, 2014)
- Спираль (2015 —)
- Я — зомби (2015 —)
- 13 причин почему (2017)
- Достать коротышку (2017 — 2019)

## Награды
В 1998 году актёр получил премию «Сатурн» лучшему телеактёру за роль Джека Торранса в мини-сериале «Сияние».